# Bencheikh Daif
 (janvier 2016).
Si vous disposez d'ouvrages ou d'articles de référence ou si vous connaissez des sites web de qualité traitant du thème abordé ici, merci de compléter l'article en donnant les références utiles à sa vérifiabilité et en les liant à la section « Notes et références ».
Bencheikh Daif, né le 1er novembre 1951 à Skikda en Algérie, est un homme politique algérien. 
Élu président de l'APW de Skikda le 19 janvier 2016, installé le 24 janvier 2016, il succède à Fadel Wahid (RND).

## Élection
Le poste de Président de l'APW de Skikda est revenu au candidat du FLN, Bencheikh Daif, qui a récolté 22 voix, dépassant d’une voix le candidat du RND, Boudemagh Noureddine. Bencheikh Daif, ex-président de la commission des finances de l’APW, est devenu Président de l'APW le dimanche 24 janvier 2016 pour remplacer Wahid Fadel (RND) devenu sénateur.